# Humphrey de Bohun, II conte di Hereford
Humphrey V de Bohun, II conte di Hereford e I conte di Essex (1205 circa – 24 settembre 1275), è stato un nobile e politico inglese.
Fu uno dei principali feudatari inglesi del XIII secolo, combattente nella seconda guerra dei baroni e uno degli autori del Dictum di Kenilworth.

## Biografia
Era figlio del grande feudatario Henry de Bohun, I conte di Hereford. Dopo la morte del padre nel 1220 nel corso della quinta crociata, ereditò il grande patrimonio familiare. Nel 1227 era morto senza eredi lo zio, William FitzGeoffrey de Mandeville, III conte di Essex, e dopo un decennio di petizioni il conte di Hereford ne ottenne il feudo nel 1239 da Enrico III d'Inghilterra, divenendo così anche conte di Essex e quindi uno dei vassalli inglesi più ricchi e potenti.
I Bohun divennero presto tuttavia seguaci di Simone V di Montfort e dei baroni ribelli all'autorità inglese, e a partire dal 1258 partecipò in pianta stabile ai parlamenti da lui tenuti contro la volontà regia. Tuttavia l'alleanza tra Montfort e il Principe di Galles Llywelyn ap Gruffydd, nemico dei Bohun e degli altri signori di confine, spinse il conte di Hereford a rinnegare i ribelli e a tornare fedele ad Enrico III (mentre il figlio primogenito Humphrey, forse per calcolo politico, rimase schierato coi Montfort).
Nel 1263 i signori di confine anglo-gallesi cappeggiati da Bohun mossero contro Montfort, ma il partito regio fu sconfitto alla battaglia di Lewes e il conte di Hereford preso prigioniero assieme al re e al principe Edoardo. Mentre il padre era prigioniero Humphrey VI de Bohun continuò a combattere per Montfort e rimase mortalmente ferito alla battaglia di Evesham del 1265, che vide la fine della ribellione dei baroni. Tornato in libertà, Bohun fu tra coloro che stilarono il Dictum di Kenilworth del 1266, garantendo così la pacificazione del regno.
Il conte morì nel 1275 e fu succeduto dal nipote omonimo Humphrey VII, figlio di Humphrey VI. Fu sepolto nel priorato di Llanthony.

## Discendenza
Humphrey de Bohun si sposò in prime nozze con Maud di Lusignano, dalla quale ebbe almeno quattro figli:
- Humphrey VI, erede del padre, morto in seguito delle ferite riportate alla battaglia di Evesham del 1265;
- Maud;
- Alice;
- Eleanor.

Dopo la morte della prima moglie, si risposò con Maud de Avenbury, che gli diede almeno due figli:
- Ralph;
- John.